# Organ²/ASLSP

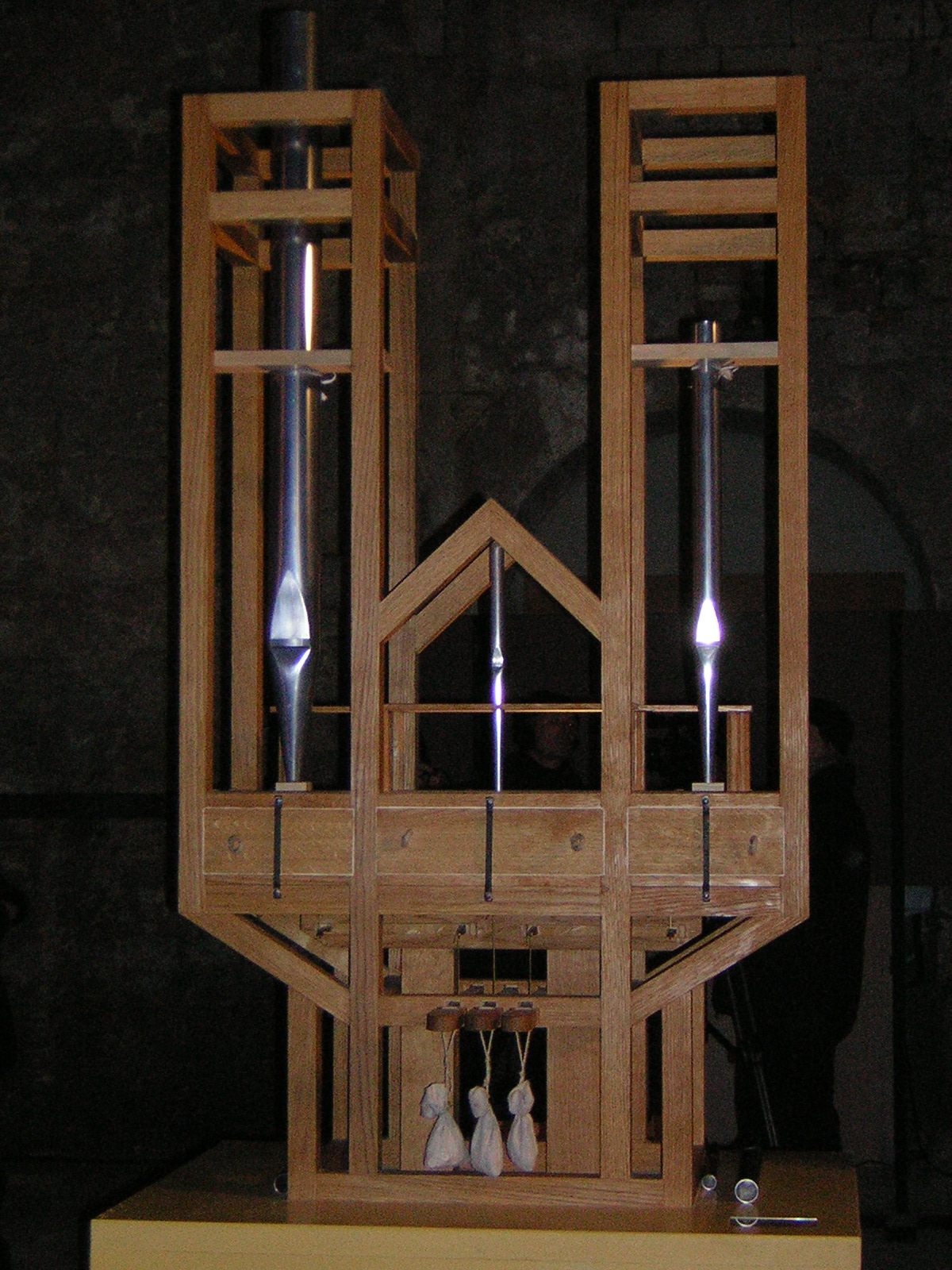
Het orgel dat speciaal voor de uitvoering van Organ²/ASLSP in de St. Burchardikerk in Halberstadt werd gebouwd.

Organ²/ASLSP is een muziekstuk voor orgels. Het stuk is in 1987 geschreven door John Cage, als aanpassing van zijn stuk ASLSP uit 1985. De afkorting ASLSP staat voor "As Slow As Possible" (Nederlands: Zo Langzaam Mogelijk). De letterlijke betekenis van Organ² is een machtsverheven orgel. Cage koos ervoor om niet aan te geven hoe langzaam het stuk gespeeld moet worden. Een typisch uitvoering van de pianoversie duurt 20 tot 70 minuten, en wordt beperkt door de tijd dat een snaar kan trillen. Een orgel heeft deze beperking niet, waardoor een noot in principe oneindig gespeeld kan worden.
Sinds 2001 wordt het muziekstuk uitgevoerd in de St. Burchardikerk in Halberstadt als het langzaamste en langstdurende orgelstuk ter wereld, met een totale lengte van 639 jaar. In 1361 had de kathedraal van Halberstadt voor het eerste een orgel met de moderne klavier van 12 noten. De lengte van het muziekstuk komt van het verschil tussen dat jaartal en het jaar 2000, het jaartal dat de uitvoering zou beginnen. De uitvoering begon echter pas in september 2001, en zal naar verwachting eindigen in 2640.

## Oorsprong
In 1985 componeerde John Cage het oorspronkelijk stuk genaamd ASLSP, dat bestemd was voor de piano. Cage componeerde het stuk in opdracht van The Friends of the Maryland Summer Institute for the Creative and Performing Arts. Het was een van de stukken geselecteerd voor de competitie genaamd The University of Maryland Piano Festival and Competition, later omgedoopt tot de William Kapell International Piano Competition. Op 14 juli 1985 ging het muziekstuk in première in College Park, Maryland. In 1987 schreef Cage een orgelversie van het stuk voor organist Gerd Zacher.